# Ejido Matlapa Mestizos
Ejido Matlapa Mestizos är en ort i Mexiko.   Den ligger i kommunen Matlapa och delstaten San Luis Potosí, i den sydöstra delen av landet, 220 km norr om huvudstaden Mexico City. Ejido Matlapa Mestizos ligger 108 meter över havet och antalet invånare är 489.
Terrängen runt Ejido Matlapa Mestizos är varierad. Runt Ejido Matlapa Mestizos är det ganska tätbefolkat, med 179 invånare per kvadratkilometer. Närmaste större samhälle är Tamazunchale, 13,7 km söder om Ejido Matlapa Mestizos. Omgivningarna runt Ejido Matlapa Mestizos är en mosaik av jordbruksmark och naturlig växtlighet.